# Alnetoidia xantha
Alnetoidia xantha är en insektsart som beskrevs av Anufriev 1972. Alnetoidia xantha ingår i släktet Alnetoidia och familjen dvärgstritar. Inga underarter finns listade i Catalogue of Life.